# Ommatius beameri
Ommatius beameri är en tvåvingeart som beskrevs av Wilcox 1936. Ommatius beameri ingår i släktet Ommatius och familjen rovflugor. Inga underarter finns listade i Catalogue of Life.